# Soldado argentino solo conocido por Dios
Soldado argentino solo conocido por Dios es un largometraje argentino de ficción bélico y drama, basado en hechos reales que se estrenó el 6 de abril de 2017. Dirigida por Rodrigo Fernández Engler y producida por Cita con la Vida Emprendimientos Audiovisuales, Midú-Junco Producciones y Fundación Criteria, la película es protagonizada por Mariano Bertolini, Florencia Torrente, Sergio Surraco, Fabio Di Tomaso, Hugo Arana, Ezequiel Tronconi, entre otros.
El filme trata sobre la guerra de las Malvinas y cuenta con el apoyo del Instituto Nacional de Cine y Artes Audiovisuales (INCAA); además de la participación de la Armada Argentina, el Ejército Argentino y la Fuerza Aérea Argentina, quienes contribuyeron con personal, medios, vehículos anfibios, helicópteros, instalaciones, extras y demás para el rodaje de la película.

## Sinopsis
La historia está centrada en el drama humano de tres jóvenes de un pequeño pueblo de Traslasierra, Córdoba, quienes desde lugares ideológicos muy distintos, se ven transformados para siempre por la guerra de las Malvinas. Juan y Ramón son amigos de la infancia hasta que Juan se enamora de Ana, la hermana de Ramón. Por ese entonces Juan se prepara para ingresar a Bellas Artes, mientras que Ramón decide hacer la carrera militar.
En las islas Malvinas los mejores amigos se reencontrarán, y Ramón salvará la vida de Juan. Sus destinos en la guerra serán casi opuestos. Juan, junto a la sección del subteniente Quiroga, vivirá un derrotero contra el hambre y el frío en paisajes desolados; mientras que Ramón combatirá en las batallas finales, cuerpo a cuerpo contra los ingleses, convirtiéndose en un héroe, en una leyenda conocida como «la leyenda del soldado Pedro».

## Reparto
- Mariano Bertolini como Juan Soria
- Florencia Torrente como Ana Molina
- Sergio Surraco como Ramón Molina
- Fabio Di Tomaso como Subteniente Quiroga
- Hugo Arana como Antonio
- Ezequiel Tronconi como Gallego

## Recepción

### Crítica
Desde su estreno, la película ha suscitado críticas positivas en medios nacionales:
Adolfo C. Martínez en La Nación opinó:

El director Rodrigo Fernández Engler logró plasmar esta historia con certeras pinceladas que muestran con todo su horror ese conflicto (es excelente la recreación de las escenas bélicas). El correcto elenco supo dar autenticidad a esos personajes que hablan de un pasado teñido de incertidumbres y de solidaridad.

Fernando Soriano, de Infobae, dijo: "No hay mitología en la guerra de Malvinas. Las historias estuvieron ahí, en el campo de batalla, y ahí se quedaron, impregnadas con sangre o lo que sea, aunque hayan sobrevivido y regresado en los cuerpos al territorio de la "vida normal". Algo de quienes estuvieron en las islas quedó allá para siempre". Por su parte, Horacio Bernades escribió en Página 12: "A diferencia de la película de Tristán Bauer sobre la guerra de Malvinas, donde no había héroes sino víctimas de las decisiones de sus superiores, en la ópera prima de Fernández Engler, premiada en el último Festival de Mar del Plata, se reivindica la leyenda de un soldado". Y Pablo O. Scholz, de Clarín, alabó "las vivencias, las heridas nunca cerradas, el heroísmo y la falta de coraje, el mirar de frente y para el costado: todo eso está en Soldado argentino solo conocido por Dios. Que no es la película definitiva que se merecen los ex combatientes, pero que les hace honor".

### Comercial
A pesar de ser una película independiente, la cinta tuvo bastante éxito en salas comerciales con un lanzamiento de poco más de 65 salas, ubicándose en el Top 15 de las más vistas del cine argentino 2017 con 51.536 espectadores.

### Home Video
El DVD de la cinta se estrenó en las tiendas Yenny y Musimundo en julio del 2017. Fue editada por Transeuropa y distribuida por SBP Worldwide (ambas productoras de esta película). Tiene audio español 5.1 con subtítulos en español y de material extra incluye el teaser, trailer de la película, TV Spots y el avant premiere de la cinta.

## Premios y nominaciones
- Ganadora en el 31° Festival Internacional de Cine de Mar del Plata, Sección Panorama de Cine Argentino.[8]
- "Premio Malvinas" en el 31° Festival del Cinema Latino Americano Di Trieste Sección Contemporánea.[9]
- Mención honorífica en el 25° Festival Internacional de Cine de Paraguay.[10]
- Premio Especial del Jurado "VII Festival Internacional de Cine Político", Argentina.
- Premio SAGAI a la Mejor Actriz y Premio Especial del Público "Festival International de Cine de las Alturas Edición 2017", Argentina.[11]
- Premio del Público "XX Festival Internacional de Cine de Málaga", España.[12]
- Premio Especial del Jurado "Indi Pasion Film Festival - Miami", Estados Unidos.[13]
- Derechos de exhibición vendidos a Turner International, Inc. para el territorio latinoamericano.
- Derechos de exhibición vendidos a la televisión internacional de Corea del Sur y Japón.
- Declarada de Interés Cultural, Histórico y Educativo por la Cámara de Diputados de la Ciudad Autónoma de Buenos Aires, Argentina.
- Declarada de Interés Cultural, Histórico y Educativo por la Cámara de Diputados de la Provincia de San Juan.
- Declarada de Interés Cultural por la Provincia de Tierra del Fuego, Antártida e Islas del Atlántico Sur.

## Rodaje
El rodaje de la película se llevó a cabo en distintos lugares de la República Argentina: en la ciudad de Córdoba y en el interior de la misma provincia, en la Base Naval Puerto Belgrano (Punta Alta, Buenos Aires), en Comodoro Rivadavia (Chubut)

## VFX
Los efectos visuales del film estuvieron a cargo de Delafia Studio, hubo un gran trabajo de recreación y modelado de elementos 3D de aviones y barcos de la época. 